# Derebucak
Derebucak là một huyện thuộc tỉnh Konya, Thổ Nhĩ Kỳ. Huyện có diện tích 479 km² và dân số thời điểm năm 2007 là 9740 người, mật độ 20 người/km².